# リクルートスタッフィング
株式会社リクルートスタッフィング（Recruit Staffing Co.,Ltd）は、東京都千代田区日比谷に本社を置く、リクルートグループの国内人材派遣領域の中核会社。人材派遣、紹介予定派遣、ビジネスプロセスアウトソーシング等のサービスを提供している。

## 会社概要
- 会社名：株式会社リクルートスタッフィング
- 英文表記／Recruit Staffing Co.,Ltd.
- 事業内容：人材派遣事業（許可NO：派13-010563）

　　　　　　人材紹介（紹介予定派遣）事業（許可NO：13-ュ-010249）
　　　　　　アウトソーシング事業
- 登録スタッフ数：約108万人（2024年4月現在）
- 設立：1987年6月
- 資本金：3億円
- 従業員数：2,043人　（2024年4月現在）
- 平均年齢：39歳（2024年4月現在）
- 売上高：2,710億円（2023年3月期）

## 拠点
全国32拠点
・日比谷（本社）・新宿・立川・横浜・湘南・厚木・西船橋・さいたま・水戸・つくば・宇都宮・高崎・梅田・東梅田・神戸・京都・名古屋（2拠点）・豊田・静岡・浜松・札幌（2拠点）・仙台・秋田・郡山・広島・福岡・北九州・南大沢・浦和・別部

## 関連会社
- 株式会社リクルートスタッフィング情報サービス
- 株式会社リクルートR&Dスタッフィング
- 株式会社リクルートスタッフィングクラフツ
- 株式会社スタッフサービス・ホールディングス
- 株式会社リクルートホールディングス
- 株式会社リクルート